# 田大益
田大益（1562年—？年），字或損，號博真，四川重慶府定遠縣人，明朝政治人物。历任钟祥知县、升兵科给事中，太常少卿。

## 生平
田大益早年在县城（今中心镇）之天印山南的九洞里，与张一鲲、田大年、张登仕等人一起苦读，后多人中进士。他亦授钟祥知县，兵科给事中。为官期间，多书奏折，批评时弊。概时帝倦勤，上章着虽千万言，大率屏置勿阅故也。时冯应京武昌被逮之事，他上书言：“陛下驱率狼虎，飞而食人，使天下之人，剥肤而吸髓，重足而累息，以致天灾地坼，山崩川竭。衅自上开，愤由怨积，奈何欲涂民耳目，以自解释，谩曰权宜哉！今楚人以奉故，沈使者不返矣，且欲甘心巡抚大臣矣。中朝使臣不敢入境侦缓急，逾两月矣。四方观听，惟在楚人。臣意陛下必且旷然易虑，立罢矿税，以靖四方，奈何犹恋恋不能自割也！夫天下至贵，而金玉珠宝至贱也。积金玉珠宝若泰山，不可市天下尺寸地；而失天下，又何用金玉珠宝为哉！今四方万姓，见陛下遇楚事而无变志，知祸必不解，必且群起为变。此时即尽戮诸珰以谢天下，宁有济耶？”

## 履历
- 萬曆七年己卯科四川乡试二十六名舉人
- 萬曆十四年丙戌科会试44名、三甲242名進士
- 授湖广钟祥县知县
- 选授兵科給事中
- 复除户科給事中
- 萬曆二十九年（1601年）巡视光禄寺，本年升吏科右給事中
- 萬曆三十年七月升吏科左給事中，九月升兵科都給事中
- 萬曆三十二年以边功升太常寺少卿
- 萬曆三十七年十二月升左通政

## 家族
曾祖田臣，監生；祖田賜，訓導；父田騰，舉人；母何氏（封孺人）。具慶下，妻姬氏，兄田大年（按察司副使）；大仁（選貢），弟大本（生員）；大受，子承貽；承翼。